# Burg Leśna
Die Burg Leśna (deutsch Burg Lesne, auch Zangenburg) ist eine abgegangene Höhenburg auf dem Zangenberg bei Marklissa im Queiskreis in der Oberlausitz. Seit 1945 gehört das Gebiet zur Landgemeinde Leśna im Powiat Lubański in Polen.

## Geschichte
Die Burg Lesne lag auf dem Zangenberg, etwa 1,5 Kilometer südöstlich von Marklissa. Ihr Burgbezirk umfasste den westlichen Teil des Queiskreises. Sie wurde vermutlich zum Schutz der böhmischen Grenze gegenüber Schlesien errichtet und erstmals 1247 erwähnt. Damals schenkte sie der böhmische König Wenzel I. dem meißnischen Bischof Konrad I. von Wallhausen. Während der Herrschaft der Askanier über die Oberlausitz wurde die Burg dem altmärkischen Geschlecht der von Irksleben verpfändet.
Vermutlich nach dem Bau der vor 1319 weiter östlich errichteten Burg Tzschocha verlor die Burg Lesne ihre strategische Bedeutung. 1329 wurde sie zusammen mit den Burgen Tzschocha und Schwerta als „Lesna oppidum forense“ erwähnt. Vermutlich wurde sie danach dem Verfall preisgegeben, lebte jedoch in Sagen weiter. Ihre Bedeutung und ihr Burgbezirk gingen auf die nach der Mitte des 13. Jahrhunderts gegründete Stadt Lissa (Marklissa erst 1574 belegt) über.